# Música libre (álbum)
Música libre es el nombre del sexto álbum de estudio de la banda chilena Los Bunkers. Su lanzamiento se efectuó el día 16 de noviembre de 2010 en México y en diciembre en Chile. En este último país, el disco no fue comercializado por la principal casa disquera, debido a problemas con el sello de la banda. Para evitar estos problemas, que ya habían afectado las ventas del anterior álbum de la banda, el disco se comercializó en venta conjunta con el diario Las Últimas Noticias a partir del 16 de diciembre de 2010 y a través de supermercados y otras tiendas a partir de Navidad.
Una de sus principales características es que es el primer disco de Los Bunkers en ser grabado en México. El álbum fue producido por Emmanuel del Real, integrante de Café Tacuba.
Los Bunkers y Universal Music llegaron a un acuerdo con la principal disquera del país, Feria Mix y su ex-sello Feria Music, dos que forman parte del mismo conglomerado, para comercializar el álbum en estas tiendas en enero de 2011. Luego de este acuerdo, el disco se mantuvo durante 5 semanas en el primer lugar del ranking de ventas y hasta un año después lanzado el disco, se mantenía en el ranking de 10 más vendidos. A fines de marzo de 2011, se anunció que el álbum había obtenido disco de oro por más de cinco mil copias vendidas. Hasta junio de 2013, vendió 20 000 copias en Chile, convirtiéndose en el quinto álbum chileno más vendido en formato físico durante lo que va del siglo XXI.

## Antecedentes, grabación y promoción del disco

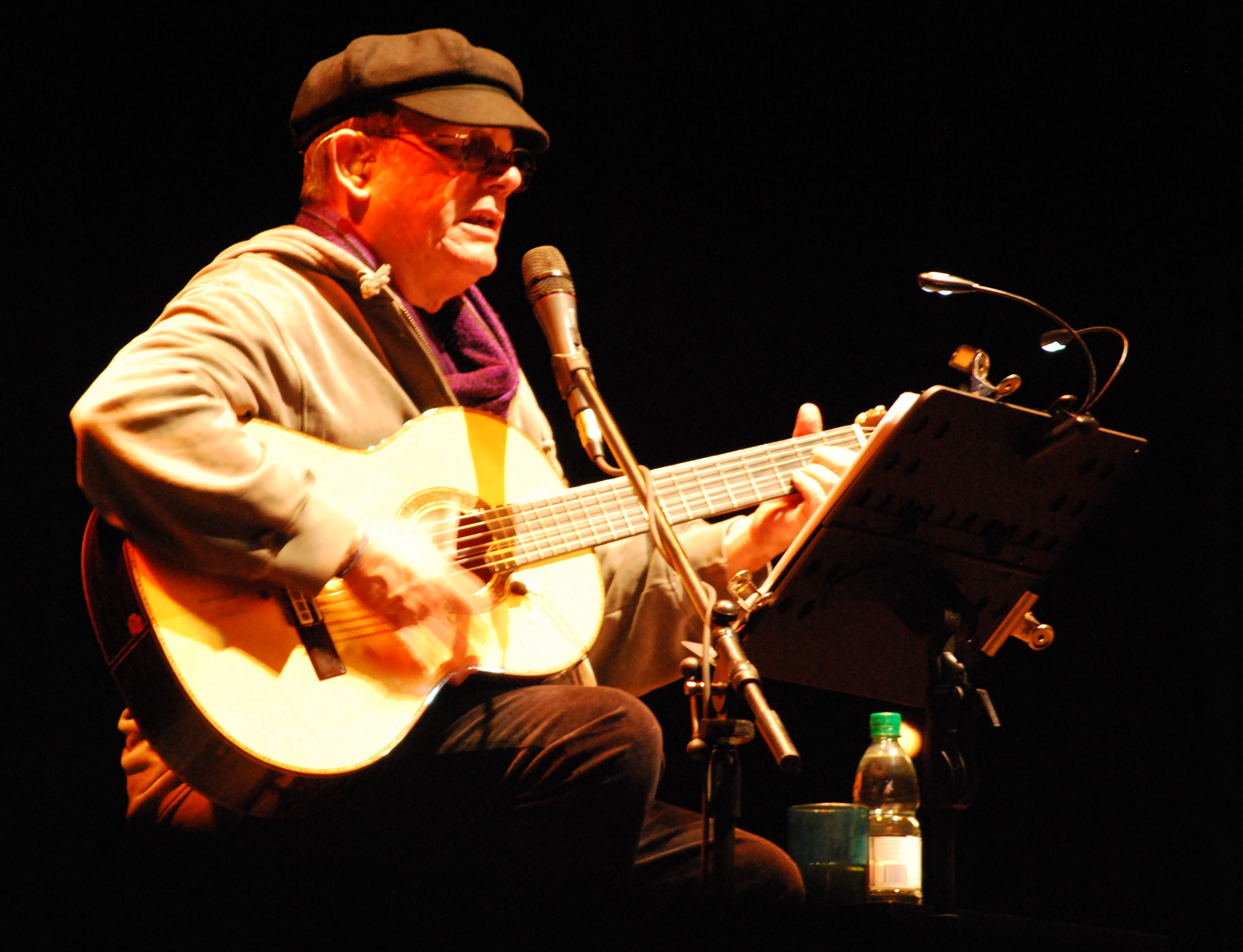
Silvio Rodríguez en el Estadio Charrúa de Montevideo en 2011. La totalidad de las canciones del disco son versiones de sus canciones.

El álbum está compuesto por 12 covers del destacado trovador cubano Silvio Rodríguez, de quien se declaran "fanáticos desde pequeños". El martes 7 de septiembre se presentó, simultáneamente en radios de Chile y México, el primer corte promocional del álbum, que es una versión del tema "Sueño con serpientes". El video de esta canción fue presentado el 25 de octubre de 2010, y cuenta con la dirección de Ángel Flores.
De acuerdo a entrevistas entregadas por integrantes de la banda durante la presentación del primer sencillo, Música Libre se originó durante un ensayo del grupo, en que la banda trabajaba en sus propias canciones. "Casi por tontear", según el guitarrista Mauricio Durán, el grupo ensayó una versión de «La era está pariendo un corazón», punto de partida de este disco. De acuerdo con Francisco Durán, "muchas veces calentamos las manos interpretando canciones de otros autores que nos gustan mucho. Es una muestra más de la libertad con la que trabajamos. Esto es un regalo que nos hemos hecho. Y Silvio es una influencia desde el comienzo. Lo escuchamos desde los 80″. El segundo sencillo, Quién fuera, llegó al primer lugar del ranking chileno. El tercer sencillo, Ángel para un final fue lanzado en abril de 2011 llegando al puesto número 7 en Chile, y en paralelo, la versión de Santiago de Chile fue utilizada como tema principal de la serie de TVN, Los Archivos del Cardenal, basada en casos reales de la Vicaría de la Solidaridad, organismo de la Iglesia católica dirigido por el entonces arzobispo de Santiago, cardenal Raúl Silva Henríquez, encargado de prestar asistencia a las víctimas de la dictadura militar del General Pinochet. El grupo lanzó un videoclip de la canción en junio de 2011, y la serie fue estrenada en julio del mismo año.
Respecto al cantautor homenajeado, Silvio señaló en una entrevista que, habiendo recibido las grabaciones por parte del grupo:

«Me pareció muy bonito el trabajo, se los agradecí mucho, porque son gente muy joven, y que hagan canciones de alguien que puede ser su padre, no sé si su abuelo en algunos casos (...) Aun así, son músicos de mucho empuje.»
Silvio Rodríguez

El álbum fue lanzado además de en formato CD, en una edición especial en vinilo que fue vendida en los conciertos de la gira de celebración de sus diez años de carrera, entre agosto y septiembre de 2011 en Chile y México, y posteriormente a través de algunas disquerías en estos países.

## Carátula
La portada del disco muestra a la banda en la Plaza de las Tres Culturas en Tlatelolco. El grupo remarcó la importancia que este lugar tiene en la historia, a raíz de la matanza de 1968, señalando que se pueden identificar con este hecho a pesar de la distancia, ya que, "La limitación geográfica no tiene nada que ver con la música. La música va rompiendo ese tipo de barreras". Las fotografías fueron tomadas por Meme Del Real (Café Tacvba). La dirección de arte del disco pertenece a Quique Rangel (Bajista de Café Tacvba) con la ayuda de Pablo Esparza Oteo (Pablo EO) 

## Lista de canciones
Todas las canciones escritas y compuestas por Silvio Rodríguez. 
| Lado A |                                                         |          |  |
| N.º    | Título                                                  | Duración |  |
| 1.     | «Sueño con serpientes»                                  | 4:25     |  |
| 2.     | «Quién fuera»                                           | 3:38     |  |
| 3.     | «Que ya viví, que te vas»                               | 3:37     |  |
| 4.     | «Al final de este viaje en la vida» (voz Manuel García) | 3:21     |  |
| 5.     | «El necio»                                              | 3:28     |  |
| 6.     | «Leyenda»                                               | 3:14     |  |

| Lado B |                                                                           |          |  |
| N.º    | Título                                                                    | Duración |  |
| 7.     | «Ángel para un final»                                                     | 4:03     |  |
| 8.     | «Santiago de Chile»                                                       | 3:17     |  |
| 9.     | «Y nada más»                                                              | 2:13     |  |
| 10.    | «El día feliz que está llegando»                                          | 3:34     |  |
| 11.    | «Pequeña serenata diurna» (voz Francisco Durán)                           | 2:09     |  |
| 12.    | «La era está pariendo un corazón» (voz Manuel García, coros Álvaro López) | 4:46     |  |
| 41:45  |                                                                           |          |  |

## Recepción
Respecto de Sueño con serpientes, primer corte del disco, La Tercera rescató «una línea de guitarra pesada, intensa, ensamblada con trazos pop y psicodélicos, y la voz en tonos agudos de Álvaro López». Se destaca que el sencillo se asemeja a trabajos anteriores de la banda como Lo que me angustia, aunque «perfeccionando el trabajo de sonido y producción» y que «el resultado sirve para lavar prejuicios, para timbrar que la aventura personal del conjunto dio en el blanco y para certificar que la reverencia a un referente suena mejor cuando atraviesa por el filtro de la transformación y el estilo propio».
El álbum recibió buenas críticas. La Tercera indicó además que «el talento de los chilenos como artesanos de la canción permite que cada uno de los covers ofrezca una intensa riqueza en arreglos» y que «más que la distancia, aquí se descubre que ambos tienen muchos lazos: la poesía del cubano se acerca a las letras de afán metafórico tejidas por los penquistas». Además destacó a la versión de El necio como «lo mejor del título». Por otro lado, la revista Rockaxis señaló que «Los Bunkers han conseguido acercar al público ajeno a la obra de Rodríguez y demostrar a los seguidores del músico cubano, una nueva faceta para escuchar al artista».
En 2019, el álbum fue incluido por Culto de La Tercera en el tercer lugar de Los 30 mejores discos chilenos de la década, con el periodista Pablo Retamal destacando que «hicieron sonar a Silvio como si fuese miembro de Los Bunkers».

## Sencillos
| Año  | Canción                           | Máxima posición    |
| Año  | Canción                           | CHI                |
| ---- | --------------------------------- | ------------------ |
| 2010 | "Sueño con serpientes"            | 81[cita requerida] |
| 2010 | "Quién fuera"                     | 1                  |
| 2011 | "Ángel para un final"             | 7                  |
| 2011 | "Santiago de Chile"               | 86[cita requerida] |
| 2012 | "La era está pariendo un corazón" | 87[cita requerida] |

## Citas
- "Silvio nos reveló que algunas de las canciones que escogimos, en su origen tuvieron una esencia roquera. Entonces, eso nos hizo super gratificante el constatar que en cierta medida, en las obras y las letras de Silvio, hay mucho más Rock que en muchas bandas de rock." (Mauricio Durán, guitarrista  Archivado el 14 de enero de 2011 en Wayback Machine.)
- "Silvio es para nosotros el compositor latinoamericano vivo más importante por lejos. Entonces, el hecho de que muchas bandas de rock de Latinoamérica no lo mencionen como influencia nos parece extraño. Eso no sucede en Estados Unidos cuando mencionan a Bob Dylan o a Pete Seeger." (Mauricio Durán, guitarrista)
- "Sus canciones significaron la luz para una sociedad que hasta el día de hoy sufre las consecuencias de haber estado viviendo atada a la ignorancia y la masacre" (Refiriéndose a la dictadura de Pínochet). ()
- "Para nosotros él está a la altura de artistas como Violeta Parra o John Lennon." (Francisco Durán, guitarrista )

## Créditos
Los Bunkers
- Mauricio Basualto – Batería, Percusión
- Francisco Durán – Guitarra eléctrica, Teclados, Sintetizador, Coros, Bajo eléctrico en «Quién fuera» y «Santiago de Chile»
- Mauricio Durán –  Guitarra eléctrica, Teclados, Sintetizador, Coros
- Álvaro López – Voz solista (excepto donde se indica), Guitarra eléctrica en «El día feliz que está llegando», Guitarra acústica en «Quién fuera», «Ángel para un final», «La era está pariendo un corazón» y «Al final de este viaje en la vida».
- Gonzalo López – Bajo eléctrico, Guitarra eléctrica en «Quién fuera» y «Santiago de Chile»

Músicos invitados
- Manuel García – Voz en «Al final de este viaje en la vida» y «La era está pariendo un corazón»
- Emmanuel del Real – Jarana en «Al final de este viaje en la vida»